# Dako Radošević
Dako Radošević (* 17. August 1934 in Bosanska Krupa; † 14. August 2021 in Wien, Österreich) war ein jugoslawischer Diskuswerfer.
Bei den Olympischen Spielen 1956 in Melbourne wurde er Achter im Diskuswurf-Wettkampf und bei den Europameisterschaften 1958 in Stockholm belegte er ebenfalls im Diskuswurf-Wettkampf den zwölften Platz. 1959 gewann er Silber bei den Mittelmeerspielen.
Bei den Europameisterschaften 1962 in Belgrad scheiterte er in der Qualifikation. 1963 siegte er bei den Mittelmeerspielen, und 1964 schied er bei den Olympischen Spielen in Tokio in der Vorrunde aus.
Radošević wurde von 1956 bis 1966 ununterbrochen jugoslawischer Meister im Diskuswurf und stellte mehrere nationale Rekorde auf.
Seine persönliche Bestleistung von 56,81 m stellte er am 22. August 1964 in Warschau auf.